# Mario Morales
Mario Morales Micheo, detto Quijote (San Juan, 13 novembre 1957), è un ex cestista portoricano.

## Carriera
Con Porto Rico ha disputato due edizioni dei Giochi olimpici (Seul 1988, Barcellona 1992), due dei Campionati mondiali (1978, 1986) e sei dei Campionati americani (1980, 1984, 1988, 1989, 1992, 1993).